# Мінден (Небраска)
Мінден (англ. Minden) — місто (англ. city) в США, в окрузі Карні штату Небраска. Населення — 3118 осіб (2020).

## Географія
Мінден розташований за координатами 40°29′53″ пн. ш. 98°58′3″ зх. д. / 40.49806° пн. ш. 98.96750° зх. д. (40.498065, -98.967529).  За даними Бюро перепису населення США в 2010 році місто мало площу 5,57 км², уся площа — суходіл.

### Клімат
| Клімат : Мінден         | Клімат : Мінден | Клімат : Мінден | Клімат : Мінден | Клімат : Мінден | Клімат : Мінден | Клімат : Мінден | Клімат : Мінден | Клімат : Мінден | Клімат : Мінден | Клімат : Мінден | Клімат : Мінден | Клімат : Мінден | Клімат : Мінден |
| Показник                | Січ.            | Лют.            | Бер.            | Квіт.           | Трав.           | Черв.           | Лип.            | Серп.           | Вер.            | Жовт.           | Лист.           | Груд.           | Рік             |
| Абсолютний максимум, °C | 25,6            | 27,2            | 33,3            | 37,2            | 40,6            | 43,3            | 47,8            | 45,6            | 41,7            | 36,1            | 27,8            | 26,7            | 47,8            |
| Середній максимум, °C   | 2,6             | 5,1             | 11,1            | 17,9            | 23,2            | 28,8            | 32,3            | 31,3            | 26,6            | 19,9            | 10,9            | 4,0             | 17,8            |
| Середній мінімум, °C    | −10,3           | −8,1            | −3,3            | 2,9             | 9,1             | 14,7            | 17,6            | 16,7            | 11,3            | 4,6             | −3              | −8,3            | 3,7             |
| Абсолютний мінімум, °C  | −33,3           | −36,1           | −27,2           | −17,8           | −8,3            | 1,7             | 5,6             | 2,2             | −6,7            | −17,2           | −26,1           | −35             | −36,1           |
| Норма опадів, мм        | 12              | 18              | 36              | 59              | 101             | 102             | 83              | 76              | 60              | 42              | 22              | 14              | 626             |
| ----------------------- | --------------- | --------------- | --------------- | --------------- | --------------- | --------------- | --------------- | --------------- | --------------- | --------------- | --------------- | --------------- | --------------- |
| Джерело:                |                 |                 |                 |                 |                 |                 |                 |                 |                 |                 |                 |                 |                 |

## Демографія
Згідно з переписом 2010 року, у місті мешкали 2923 особи в 1256 домогосподарствах у складі 791 родини. Густота населення становила 525 осіб/км².  Було 1339 помешкань (241/км²).
Расовий склад населення:
| - 96,6 % — білих - 0,2 % — корінних американців - 0,2 % — чорних або афроамериканців - 0,2 % — азіатів - 1,4 % — осіб інших рас |

До двох чи більше рас належало 1,4 %. Частка іспаномовних становила 5,2 % від усіх жителів.
За віковим діапазоном населення розподілялося таким чином: 22,9 % — особи молодші 18 років, 55,0 % — особи у віці 18—64 років, 22,1 % — особи у віці 65 років та старші. Медіана віку мешканця становила 43,1 року. На 100 осіб жіночої статі у місті припадало 86,9 чоловіків;  на 100 жінок у віці від 18 років та старших — 84,1 чоловіків також старших 18 років.
Середній дохід на одне домашнє господарство  становив 53 584 долари США (медіана — 47 591), а середній дохід на одну сім'ю — 63 659 доларів (медіана — 56 551). Медіана доходів становила 42 381 долар для чоловіків та 29 598 доларів для жінок. За межею бідності перебувало 6,6 % осіб, у тому числі 6,9 % дітей у віці до 18 років та 5,0 % осіб у віці 65 років та старших.
Цивільне працевлаштоване населення становило 1574 особи. Основні галузі зайнятості: виробництво — 25,2 %, освіта, охорона здоров'я та соціальна допомога — 21,0 %, роздрібна торгівля — 16,8 %.